# Lee Isaac Chung
Lee Isaac Chung (Denver, 19 ottobre 1978) è un regista e sceneggiatore statunitense di origini sudcoreane.

## Biografia
Di origini sudcoreane, trascorre l'infanzia ad Atlanta e in una fattoria a Lincoln, nell'Arkansas rurale. Dopo aver abbandonato gli studi di biologia a Yale, si laurea in cinema all'università dello Utah. Fa il suo esordio nel 2007 come regista, sceneggiatore e produttore del film Munyurangabo, in lingua kinyarwanda e interpretato da attori non professionisti. Presentato a Cannes nella sezione Un Certain Regard, riceve diverse critiche positive, tra cui quella di Roger Ebert, che lo definisce «un capolavoro».
Chung realizzerà poi altri due film prima di raggiungere il successo tredici anni più tardi con Minari, di ispirazione autobiografica, con cui vince il Gran premio della giuria al Sundance Film Festival 2020; mentre ne scriveva la sceneggiatura, aveva soppesato l'idea di abbandonare il cinema e accettare invece la cattedra che gli era stata proposta dall'università dello Utah a Incheon, decidendo dunque di far sì che il suo ultimo film fosse quello «più personale». Minari, che ha scritto e diretto, ha poi vinto l'anno seguente il premio per il miglior film in lingua straniera ai Golden Globe ed è stato candidato a sei premi Oscar, tra cui quello per il miglior film, mentre Chung ha ricevuto candidature all'Oscar al miglior regista e alla migliore sceneggiatura originale.
Forte del successo del film, Chung ha in seguito sostituito Marc Webb alla regia dell'adattamento live action di Your Name. per la Paramount e la Toho, uscendo però dal progetto nel luglio 2021.

## Filmografia

### Regista

#### Lungometraggi
- Munyurangabo (2007)
- Lucky Life (2010)
- Abigail Harm (2012)
- Minari (2020)
- Twisters (2024)

#### Televisione
- The Mandalorian – serie TV, episodio 3x03 (2023)
- Star Wars: Skeleton Crew – serie TV, episodio 1x07 (2024)

### Sceneggiatore

#### Lungometraggi
- Munyurangabo (2007)
- Lucky Life (2010)
- Abigail Harm (2012)
- Minari (2020)

### Produttore
- Munyurangabo (2007)
- Lucky Life (2010)
- I Have Seen My Last Born – documentario (2015) – anche co-regista

## Riconoscimenti
- Premio Oscar
  - 2021 – Candidatura al miglior regista per Minari
  - 2021 – Candidatura alla migliore sceneggiatura originale per Minari
- BAFTA
  - 2021 – Candidatura al miglior regista per Minari
  - 2021 – Candidatura al miglior film non in lingua inglese per Minari
- Festival di Cannes
  - 2007 – In concorso per il premio Un Certain Regard con Munyurangabo
  - 2007 – In concorso per la Caméra d'or con Munyurangabo
- Critics' Choice Award
  - 2021 – Candidatura alla miglior regista per Minari
  - 2021 – Candidatura alla miglior sceneggiatura originale per Minari
- Chicago Film Critics Association
  - 2020 – Candidatura al premio Milos Stehlik al miglior regista rivelazione per Minari
- Directors Guild of America
  - 2021 – Candidatura al miglior regista di un lungometraggio cinematografico per Minari
- Gotham Independent Film Award
  - 2007 – Candidatura al miglior regista rivelazione per Munyurangabo
- Independent Spirit Awards
  - 2008 – Candidatura al Someone to Watch Award per Munyurangabo
  - 2021 – Candidatura al miglior regista per Minari
  - 2021 – Candidatura alla miglior sceneggiatura per Minari
- National Board of Review
  - 2020 – Miglior sceneggiatura originale per Minari
- San Diego Film Critics Society
  - 2021 – Miglior sceneggiatura originale per Minari
- Satellite Award
  - 2021 – Candidatura al miglior regista per Minari
  - 2021 – Candidatura alla miglior sceneggiatura originale per Minari
- Sundance Film Festival
  - 2020 – Gran premio della giuria: U.S. Dramatic per Minari
  - 2020 – Premio del pubblico per Minari